# (100592) 1997 NN5
(100592) 1997 NN5 es un asteroide perteneciente al cinturón de asteroides, descubierto el 5 de julio de 1997 por el equipo del Spacewatch desde el Observatorio Nacional de Kitt Peak, Arizona, Estados Unidos.

## Designación y nombre
Designado provisionalmente como 1997 NN5.

## Características orbitales
1997 NN5 está situado a una distancia media del Sol de 2,425 ua, pudiendo alejarse hasta 3,030 ua y acercarse hasta 1,821 ua. Su excentricidad es 0,249 y la inclinación orbital 8,148 grados. Emplea 1379,85 días en completar una órbita alrededor del Sol.
El próximo acercamiento a la órbita terrestre se producirá el 9 de enero de 2105.

## Características físicas
La magnitud absoluta de 1997 NN5 es 15,7. Tiene 4 km de diámetro y su albedo se estima en 0,088.